# Риолит (Невада)
Риолит (англ. Rhyolite) — небольшой заброшенный город в округе Най, в южной части американского штата Невада, в 190 км на северo-запад от Лас-Вегаса.

## История

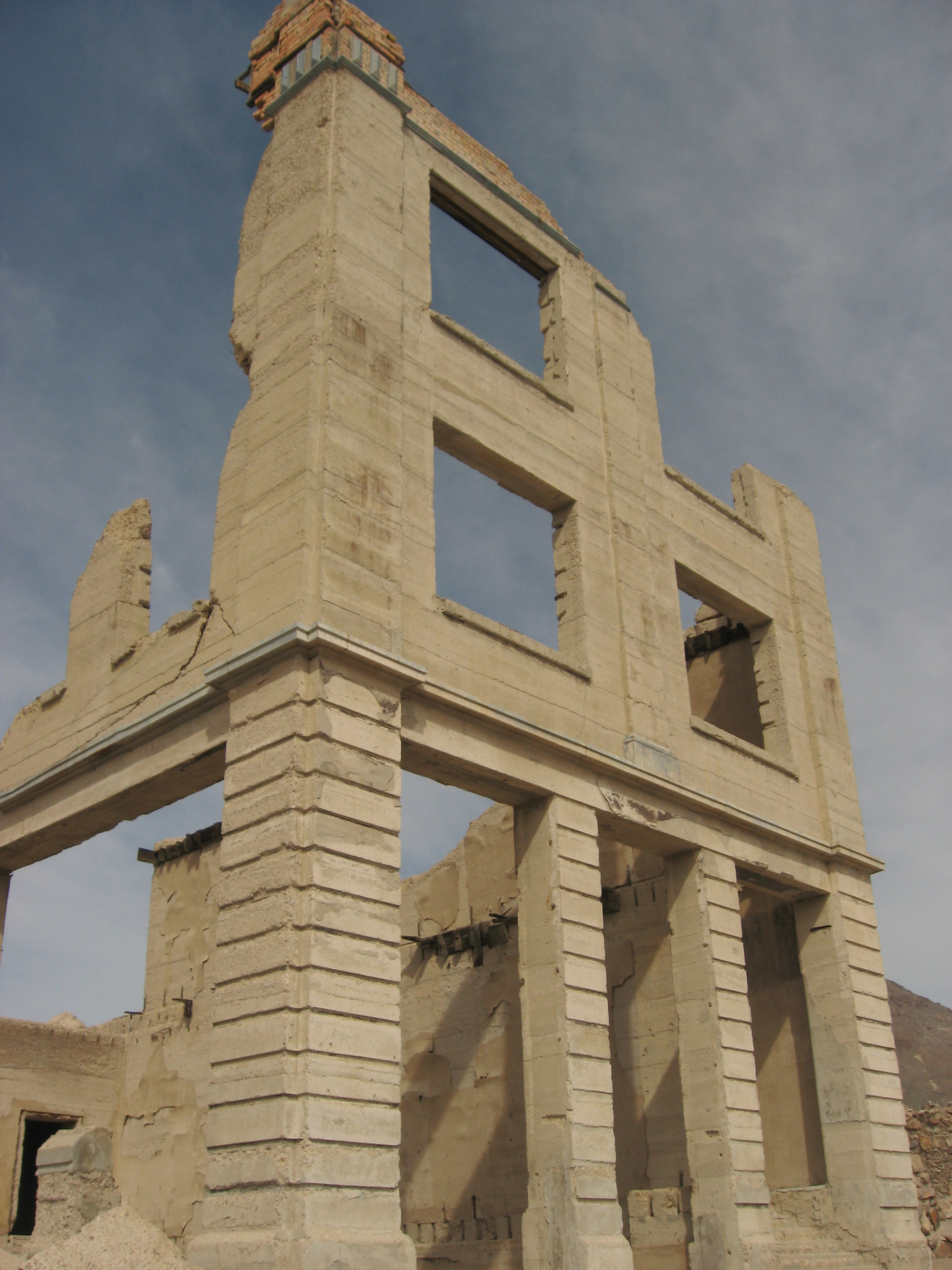
Руины здания Cook Bank в Риолите

Город начал строиться с 1905 г. как шахтёрский посёлок для обслуживания шахт, построенных в округе прилегающих холмов в годы золотой лихорадки. Но уже вскоре, начиная с 1906 г., ввиду панических ожиданий населения в связи с землетрясением в Сан-Франциско город практически перестал расти, а после спада золотой лихорадки и истощения запасов к 1920 г. был полностью покинут жителями.
Риолит был одной из локаций съемок научно-фантастического фильма 2005 года «Остров». В частности, знаменитый остов здания Cook Bank был первым местом, куда добрались герои Юэна Макгрегора и Скарлетт Йоханссон после побега.